# Michal Ševčík
Michal Ševčík (Třebíč, 2002. augusztus 13. –) cseh korosztályos válogatott labdarúgó, a Zbrojovka Brno játékosa.

## Pályafutása

### Klubcsapatokban
Třebíč kisebb csapataiban nevelkedett gyerekkora óta, mint a Fotbalová škola Třebíč, a HFK Třebíč és a Velké Meziříčí. 2017-ben került a Zbrojovka Brno akadémiájára. 2020. szeptember 20-án mutatkozott be a felnőtt csapatban az élvonaéban a Sigma Olomouc ellen a 66. percben Jan Koudelka csereéjeként. 2020. októberében kölcsönbe került a Vysočina Jihlava csapatához. November 8-án debütált a Dukla Praha ellen 3–3-ra végződő másodosztályú bajnoki találkozón. 2021. március 5-én megszerezte az első bajnoki találatát a Slavoj Vyšehrad ellen. A 2021–22-es szezon előtt visszatért a Zbrojovka Brno csapatához. 2021. augusztus 11-én góllal mutatkozott be a kupában a Zdar nad Sazavou ellen 4–0-ra megnyert találkozón. Szeptember 10-én megszerezte az első gólját a Zbrojovka csapatában a bajnokságban a Viagem Příbram ellen, ráadásul győztes gólt. 2022. július 30-án az élvonaéban is megszerezte az első gólját a Slovácko ellen. 2023. március 20-án jelentették be, hogy ő lett az év cseh tehetsége 2022-ben.

### A válogatottban
Többszörös korosztályos válogatott. 2021 novemberében Jan Suchopárek az U21-es szövetségi kapitány meghívta az angol U21-es és a szlovén U21-es válogatott elleni mérkőzésekre. November 16-án Szlovénia ellen debütált.

## Statisztika
2023. március 19-én frissítve.
| Klub                       | Szezon   | Bajnokság | Bajnokság | Kupa  | Kupa | Nemzetközi | Nemzetközi | Egyéb | Egyéb | Összesen | Összesen |
| Klub                       | Szezon   | Meccs     | Gól       | Meccs | Gól  | Meccs      | Gól        | Meccs | Gól   | Meccs    | Gól      |
| -------------------------- | -------- | --------- | --------- | ----- | ---- | ---------- | ---------- | ----- | ----- | -------- | -------- |
| Zbrojovka Brno             | 2019–20  | 0         | 0         | —     | —    | —          | —          | —     | —     | 0        | 0        |
| Zbrojovka Brno             | 2020–21  | 1         | 0         | 0     | 0    | —          | —          | —     | —     | 1        | 0        |
| Zbrojovka Brno             | 2021–22  | 30        | 6         | 2     | 2    | —          | —          | —     | —     | 32       | 8        |
| Zbrojovka Brno             | 2022–23  | 24        | 8         | 3     | 1    | —          | —          | —     | —     | 27       | 9        |
| Zbrojovka Brno             | Összesen | 55        | 14        | 5     | 3    | 0          | 0          | 0     | 0     | 60       | 17       |
| Vysočina Jihlava (kölcsön) | 2020–21  | 11        | 1         | 0     | 0    | —          | —          | —     | —     | 11       | 1        |
| Vysočina Jihlava (kölcsön) | Összesen | 11        | 1         | 0     | 0    | 0          | 0          | 0     | 0     | 11       | 1        |
| Összesen                   | Összesen | 66        | 15        | 5     | 3    | 0          | 0          | 0     | 0     | 71       | 18       |

## Sikerei, díjai

### Klub
- Zbrojovka Brno
  - Cseh másodosztály bajnok: 2021–22

### Egyéni
- Az év cseh tehetsége: 2022